# Torino Dora
Torino Dora (włoski: Stazione di Torino Dora) – stacja kolejowa w Turynie, w regionie Piemont, we Włoszech. Znajdują się tu 4 perony.